# توماس هیکس (ورزشکار)
 توماس هیکس (انگلیسی: Thomas Hicks؛ ۷ ژانویهٔ ۱۸۷۵ – ۲ دسامبر ۱۹۶۳) یک ورزشکار اهل ایالات متحده آمریکا بود.

## منابع

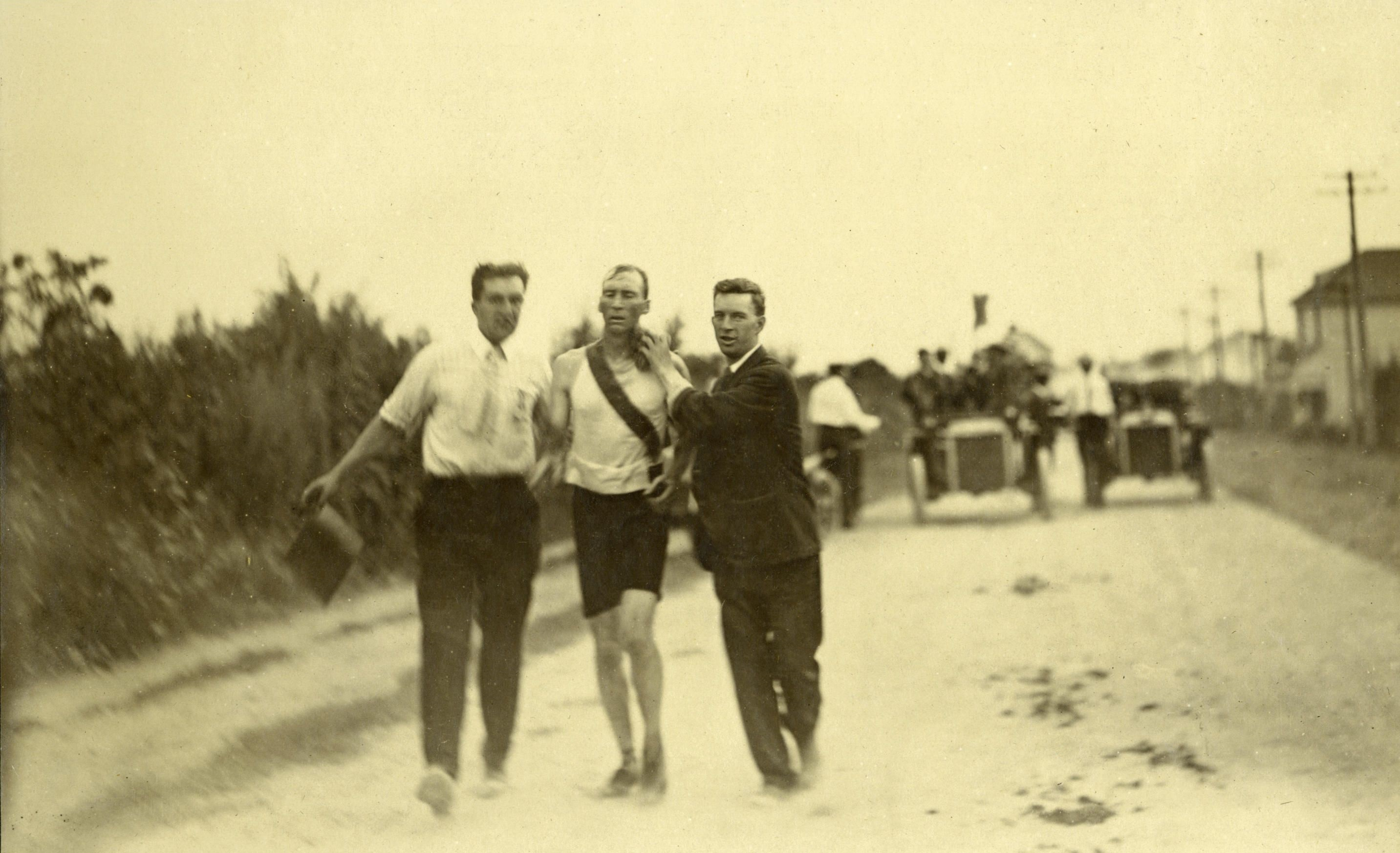
توماس به همراه پشتیبانان در المپیک ۱۹۰۴